# Egtved-runestenen
Egtved-runestenen er en runesten, fundet ved restaurering af Egtved Kirkes kirkegårdsdige i 1863. Den er nu anbragt i en niche i kirkens våbenhus. Stenen er blevet tilhugget, således at runeindskriften er fragmentarisk og vanskelig at tyde.

## Indskrift
| Translitteration | ...at : fai(n) [:] (t)u : i suiu : raist ...uþiR : aft : bruþur : stain : sasi : skarni : … |
| Transskription   | ... Fāinn, dō ī Svīu(?). Ræist ... [br]ōðiR æft brōður. Stæinn sāsi ...                     |
| Oversættelse     | ... Fáinn, (som) døde i Svia(?). Ristede ... broder til minde om broder. Denne sten...      |

Fainn kan muligvis betyde 'den malede' evt. 'den tatoverede'.
Stednavnet Suiu kan være Svia i Uppland i Sverige.
Med hensyn til det sidste ord ”skarni” er tydningen af runefølgen usikker og betydningen ikke kendt.